# 多原良子
多原 良子（たはら りょうこ、1953年1月9日 - ）は、アイヌ文化伝承者。札幌アイヌ協会事務局次長。札幌市アイヌ生活相談員。札幌アイヌ文化協会事務局長。

## 経歴
北海道鵡川町出身。2002年11月に「アイヌ女性の複合差別問題フォーラム」を開催。2003年には、マイノリティ女性の実態調査の一環としてアイヌ女性に対するアンケート調査を初めて行った。

## 家族・親族
- 北海道アイヌ協会理事を務める阿部一司は実兄[1]。
- 父は元鵡川町議、元北海道ウタリ協会副理事長の阿部政司。
- 多原香里は娘。

## 主著
- 「萱野茂・アイヌ文化講座II　アイヌ文化を伝承する」草風館（共著）
- 「アイヌ女性のエンパワメント」IMADR-JCマイノリティ女性に対する複合差別プロジェクトチーム編『マイノリティ女性の視点を政策に！社会に！　女性差別撤廃委員会日本報告書審査を通して』反差別国際運動日本委員会（IMADR-JC）（2003年）